# Seleukos V
Seleukos V ,Seleukos V Filometer. Kung i seleukidriket 126-125 f.Kr. Son till Demetrios II, bror med Antiochos VIII.
Hans epitet Filometer (gr. moder älskare) torde syfta på att hans mor Kleopatra Thea innehade den verkliga makten. När han väl försökte komma över tronen själv lär hon mörda honom.